# 基灵型
在数学中，基灵型（Killing form），是在李群与李代数理论中起着基本作用的一个对称双线性形式。它以数学家威廉·基灵命名，但事实上基灵型是埃利·嘉当发现的，而嘉当矩阵则属于威廉·基灵。

## 定义
考虑域 K 上一个李代数 g，g 中任何元素定义了 g 的一个伴随同态 ad(x)（也记作 adx），用李括号表示为：
ad(x)(y) = [x, y]
现在假设 g 是有限维，两个这样的同态的复合的迹定义了一个对称双线性形式
B(x, y) = trace(ad(x)ad(y)),
取值于 K，这就是 g 上的基灵型。

## 性质
- 基灵型 B 是双线性的且对称。

- 基灵型是不变形式，即满足结合律：

B([x,y],z)=B(x,[y,z])，
这里 [,] 是李括号。
- 如果 g 是一个单李代数则 g 上任何不变形式是基灵型的数量倍。

- 基灵型在李代数 g 的自同构 s 下不变，即：

B(s(x),s(y)) = B(x,y)
对 s 属于 Aut(g)。
- 嘉当判别法（Cartan criterion）断言一个李代数半单当且仅当基灵型非退化。

- 一个幂零李代数的基灵型恒等于零。

- 如果 I 和 J 是李代数 g 中交为零的两个理想，则 I 和 J 是关于基灵型正交的两个子空间。

- 如果一个给定的李代数 g 是它的一些理想 I1,...,In 的直和，则 g 的基灵型是每个分量的基灵型的直和。

## 矩阵元素
给定李代数 g 的一组基 ei，基灵型的矩阵元素由
{\displaystyle B^{ij}=tr({\textrm {ad}}(e^{i})\circ {\textrm {ad}}(e^{j}))/I_{ad}}
给出，其中 {\displaystyle {I}_{ad}} 是 g 的伴随表示的邓肯指标（Dynkin index）。
这里
{\displaystyle \left({\textrm {ad}}(e^{i})\circ {\textrm {ad}}(e^{j})\right)(e^{k})=[e^{i},[e^{j},e^{k}]]={c^{im}}_{n}{c^{jk}}_{m}e^{n}}
从而我们也可写成
{\displaystyle B^{ij}={\frac {1}{I_{\textrm {ad}}}}{c^{im}}_{n}{c^{jn}}_{m}}
其中 {\displaystyle {c^{ij}}_{k}} 是李代数的结构常数。基灵型是能从结构常数构造出来的最简单 2-张量。
在上面的指标定义中，我们小心的区分了上下指标（共变与反变指标）。这是因为，在许多情形，基灵型可以作为流形上的一个度量张量，在此情形这种区分是对张量的变换性质是很重要的。当李代数是半单的，它的基灵型非退化，从而可以作为一个度量张量来上升或下降指标。此时总可以取 g 的一组基使得结构常数的所有上指标完全反对称。

## 与实形式的联系
假设 g 是实数域上一个半单李代数。由嘉当判别法，基灵型非退化，在适当的一组基下可以对角化，对角元素为 +1 或 -1。根据西尔维斯特惯性定理，正元素的数目是这个双线性形式的不变量，即与对角化基的选取无关，称为李代数的指数。它在 0 与李代数 g 的维数之间，是实李代数的一个重要的不变量。特别地，如果实李代数 g 的基灵型负定，则称之为紧李代数。我们知道在李对应下，紧李代数对应于紧李群。
如果 gC 是复数域上一个半单李代数，则有多个不同构的实李代数的复化是 gC，它们称为 gC 的实形式（real forms）。每一个复半单李代数有惟一（在同构意义下）一个紧实形式 g。一个给定的复半单李代数的实形式通常由它们基灵型的正惯性指标区分。
例如复特殊线性代数 sl(2,C) 有两个实形式，实特殊线性代数，记作 sl(2,R)，与特殊酉代数，记作 su(2)。第一个非紧，所谓的裂实形式（split real form），其基灵型有符号 (2,1)；第二个是紧实形式，其基灵型负定，即符号为 (0,3)。对应的李群是非紧群 2×2 行列式为 1 的实矩阵 SL(2,R) 与特殊酉群 SU(2)，这是一个紧群。